# Väla
Väla (på dansk Væle center, efter stednavnet Vejle, vadested ), er et skånsk indkøbscenter i udkanten af byen Ödåkra/Øager, ca. 7-8 km nordøst for Helsingborg centrum, der indtil år 1974 tilhørte Väla by (Væle by).
Målt på omsætning er Väla med over 3 milliarder kroner et af de største i Storkøbenhavn  (Øresundsregionen) og Sverige.
Väla åbnede 13. marts 1974 og var på åbningstidspunktet Nordens største sammenhængende indkøbscenter. De største butikker ved åbningen var Obs! og Wessels. I 1988 etablerede IKEA et varehus nær centret og området oplevede en periode med stor vækst. I 90'erne blev der bygget storbutikker ved Väla Norra industriområde. I 1997 blev indkøbscentret renoveret og det voksede til 85 butikker. I 2001 blev indviet 10.000 m² nyt butiksareal og antallet af butikker voksede til 106 på et 46.000 m² areal.
I det omkringliggende område findes ca. 20 storbutikker eller mellemstore butikker, samt flere fastfoodrestauranter. Hele området har et butiksareal på 88.300 m² og omsætter for over 3 milliarder kroner årligt. Ejerne af Väla og Diligentia planlægger udvidelser i området. Indkøbscentret planlægges udvidet med yderligere 41.000 m². IKEA har bygget et nyt varehus der åbnede i september 2010.